# Kvalspelet till Karibiska mästerskapet 2014
Kvalspelet till Karibiska mästerskapet 2014 startade 30 maj 2014 och avslutades 12 oktober samma år. Kvalspelet avgör vilka länder som kvalificerade sig för Karibiska mästerskapet 2014 och i sin tur möjlighet att kvalificera till CONCACAF Gold Cup 2015.
Sammanlagt deltog 26 länder i kvalspelet. Jamaica och Kuba deltog inte då de redan var kvalificerade som värdland respektive regerande mästare.

## Spelplatser
Kvalspelet avgjordes i nio olika länder.
Inledande omgången
- Blakes Estate Stadium, Montserrat (Grupp 1)
- Trinidad Stadium, Aruba (Grupp 2)

Första omgången
- Stade Pierre-Aliker, Martinique (Grupp 3)
- Juan Ramón Loubriel Stadium, Puerto Rico (Grupp 4)
- Antigua Recreation Ground, Saint Vincent och Grenadinerna (Grupp 5)
- Warner Park Sporting Complex, Saint Kitts och Nevis (Grupp 6)

Andra omgången
- Ato Boldon Stadium, Trinidad och Tobago (Grupp 7)
- Stade Sylvio Cator, Haiti (Grupp 8)
- Stade René Serge Nabajoth, Guadeloupe

## Deltagande länder
Totalt deltog 26 av totalt 33 länder från CUF i kvalspelet till Karibiska mästerskapet 2014. 
Nedan visas vilken omgången respektive land trädde in i kvalspelet. 
| Inledande omgången - Aruba - Brittiska Jungfruöarna - Bonaire - Franska Guyana - Montserrat - Turks- och Caicosöarna - Amerikanska Jungfruöarna |

| Första omgången - Anguilla - Antigua och Barbuda - Barbados - Curaçao - Dominica - Dominikanska republiken - Grenada | . - Guyana - Martinique - Puerto Rico - Saint Lucia - Saint Kitts och Nevis - Saint Vincent och Grenadinerna - Surinam |

| Andra omgången - Guadeloupe - Haiti Tredjeplats 2012 - Trinidad och Tobago Andraplats 2012 |

| Redan kvalificerade - Kuba Regerande karibiska mästare - Jamaica Värdland |

## Inledande rundan
Vinnaren i varje grupp avancerar till första omgången.

### Grupp 1
Samtliga matcher spelades på Blakes Estate Stadium i Montserrat.
| Nr | Lag                      | S | V | O | F | GM | IM | MS | P |
| -- | ------------------------ | - | - | - | - | -- | -- | -- | - |
| 1  | Bonaire                  | 2 | 1 | 1 | 0 | 2  | 1  | +1 | 4 |
| 2  | Montserrat               | 2 | 1 | 1 | 0 | 1  | 0  | +1 | 4 |
| 3  | Amerikanska Jungfruöarna | 2 | 0 | 0 | 2 | 1  | 3  | −2 | 0 |

|             | 30 maj 2014 | Montserrat         | 1 – 0           | Amerikanska Jungfruöarna | Blakes Estate Stadium                               |                                                     |
| 19:00 UTC−4 | 19:00 UTC−4 | Jaylee Hodgson 54′ | (0 – 0) Rapport |                          | Lookout Domare: Bryan Willett (Antigua och Barbuda) | Lookout Domare: Bryan Willett (Antigua och Barbuda) |
| 19:00 UTC−4 | 19:00 UTC−4 |                    |                 |                          | Lookout Domare: Bryan Willett (Antigua och Barbuda) | Lookout Domare: Bryan Willett (Antigua och Barbuda) |
| 19:00 UTC−4 | 19:00 UTC−4 |                    |                 |                          | Lookout Domare: Bryan Willett (Antigua och Barbuda) | Lookout Domare: Bryan Willett (Antigua och Barbuda) |

|             | 1 juni 2014 | Amerikanska Jungfruöarna  | 1 – 2           | Bonaire                               | Blakes Estate Stadium                         |                                               |
| 19:00 UTC−4 | 19:00 UTC−4 | MacDonald Taylor, Jr. 87′ | (0 – 2) Rapport | 5′ Yurick Seinpaal 11′ Jozef Beaumont | Lookout Domare: Vivian Robinson (Saint Lucia) | Lookout Domare: Vivian Robinson (Saint Lucia) |
| 19:00 UTC−4 | 19:00 UTC−4 |                           |                 |                                       | Lookout Domare: Vivian Robinson (Saint Lucia) | Lookout Domare: Vivian Robinson (Saint Lucia) |
| 19:00 UTC−4 | 19:00 UTC−4 |                           |                 |                                       | Lookout Domare: Vivian Robinson (Saint Lucia) | Lookout Domare: Vivian Robinson (Saint Lucia) |

|             | 3 juni 2014 | Montserrat | 0 – 0   | Bonaire | Blakes Estate Stadium                         |                                               |
| 19:00 UTC−4 | 19:00 UTC−4 |            | Rapport |         | Lookout Domare: Vivian Robinson (Saint Lucia) | Lookout Domare: Vivian Robinson (Saint Lucia) |
| 19:00 UTC−4 | 19:00 UTC−4 |            |         |         | Lookout Domare: Vivian Robinson (Saint Lucia) | Lookout Domare: Vivian Robinson (Saint Lucia) |
| 19:00 UTC−4 | 19:00 UTC−4 |            |         |         | Lookout Domare: Vivian Robinson (Saint Lucia) | Lookout Domare: Vivian Robinson (Saint Lucia) |

### Grupp 2
Samtliga matcher spelades på Trinidad Stadium i Aruba.
| Nr | Lag                    | S | V | O | F | GM | IM | MS  | P |
| -- | ---------------------- | - | - | - | - | -- | -- | --- | - |
| 1  | Franska Guyana         | 3 | 3 | 0 | 0 | 14 | 0  | +14 | 9 |
| 2  | Aruba                  | 3 | 2 | 0 | 1 | 8  | 2  | +6  | 6 |
| 3  | Turks- och Caicosöarna | 3 | 1 | 0 | 2 | 2  | 7  | −5  | 3 |
| 4  | Brittiska Jungfruöarna | 3 | 0 | 0 | 3 | 0  | 15 | −15 | 0 |

|             | 30 maj 2014 | Franska Guyana | 6 – 0           | Brittiska Jungfruöarna | Trinidad Stadium                          |                                           |
| 18:00 UTC−4 | 18:00 UTC−4 | Anthony Soubervie 17′ (str.) Gabriel Pigrée 50′ Sergilio Atooman 53′ Fabrice Awong 55′ Mickaël Solvi 81′ Orphéo Nalie 90+2′ | (1 – 0) Rapport |                        | Oranjestad Domare: Sherwin Moore (Guyana) | Oranjestad Domare: Sherwin Moore (Guyana) |
| 18:00 UTC−4 | 18:00 UTC−4 | |                 |                        | Oranjestad Domare: Sherwin Moore (Guyana) | Oranjestad Domare: Sherwin Moore (Guyana) |
| 18:00 UTC−4 | 18:00 UTC−4 | |                 |                        | Oranjestad Domare: Sherwin Moore (Guyana) | Oranjestad Domare: Sherwin Moore (Guyana) |

|             | 30 maj 2014 | Aruba             | 1 – 0           | Turks- och Caicosöarna | Trinidad Stadium                               |                                                |
| 20:30 UTC−4 | 20:30 UTC−4 | Emile Linkers 28′ | (1 – 0) Rapport |                        | Oranjestad Domare: Enrico Wijngaarde (Surinam) | Oranjestad Domare: Enrico Wijngaarde (Surinam) |
| 20:30 UTC−4 | 20:30 UTC−4 |                   |                 |                        | Oranjestad Domare: Enrico Wijngaarde (Surinam) | Oranjestad Domare: Enrico Wijngaarde (Surinam) |
| 20:30 UTC−4 | 20:30 UTC−4 |                   |                 |                        | Oranjestad Domare: Enrico Wijngaarde (Surinam) | Oranjestad Domare: Enrico Wijngaarde (Surinam) |

|             | 1 juni 2014 | Turks- och Caicosöarna | 0 – 6           | Franska Guyana                                                             | Trinidad Stadium                              |                                               |
| 18:30 UTC−4 | 18:30 UTC−4 |                        | (0 – 1) Rapport | 29′, 48′, 90′ Gabriel Pigrée 59′, 62′ Fabrice Awong 83′ (sjm.) Kely Louima | Oranjestad Domare: Johannes Dolaini (Surinam) | Oranjestad Domare: Johannes Dolaini (Surinam) |
| 18:30 UTC−4 | 18:30 UTC−4 |                        |                 |                                                                            | Oranjestad Domare: Johannes Dolaini (Surinam) | Oranjestad Domare: Johannes Dolaini (Surinam) |
| 18:30 UTC−4 | 18:30 UTC−4 |                        |                 |                                                                            | Oranjestad Domare: Johannes Dolaini (Surinam) | Oranjestad Domare: Johannes Dolaini (Surinam) |

|             | 1 juni 2014 | Aruba | 7 – 0           | Brittiska Jungfruöarna | Trinidad Stadium                                     |                                                      |
| 20:30 UTC−4 | 20:30 UTC−4 | Rensy Barradas 2′ Annuar Kock 20′ Dwayn Raven 22′, 52′, 61′ Jelano Cruden 85′ Erik Santos de Gouveia 90+2′ | (3 – 0) Rapport |                        | Oranjestad Domare: Neal Brizan (Trinidad och Tobago) | Oranjestad Domare: Neal Brizan (Trinidad och Tobago) |
| 20:30 UTC−4 | 20:30 UTC−4 | |                 |                        | Oranjestad Domare: Neal Brizan (Trinidad och Tobago) | Oranjestad Domare: Neal Brizan (Trinidad och Tobago) |
| 20:30 UTC−4 | 20:30 UTC−4 | |                 |                        | Oranjestad Domare: Neal Brizan (Trinidad och Tobago) | Oranjestad Domare: Neal Brizan (Trinidad och Tobago) |

|             | 3 juni 2014 | Brittiska Jungfruöarna | 0 – 2           | Turks- och Caicosöarna                | Trinidad Stadium                          |                                           |
| 18:30 UTC−4 | 18:30 UTC−4 |                        | (0 – 1) Rapport | 32′ Marc Fenelus 52′ Stevens Derilien | Oranjestad Domare: Sherwin Moore (Guyana) | Oranjestad Domare: Sherwin Moore (Guyana) |
| 18:30 UTC−4 | 18:30 UTC−4 |                        |                 |                                       | Oranjestad Domare: Sherwin Moore (Guyana) | Oranjestad Domare: Sherwin Moore (Guyana) |
| 18:30 UTC−4 | 18:30 UTC−4 |                        |                 |                                       | Oranjestad Domare: Sherwin Moore (Guyana) | Oranjestad Domare: Sherwin Moore (Guyana) |

|             | 3 januari 2014 | Aruba | 0 – 2           | Franska Guyana                     | Trinidad Stadium                                |                                                 |
| 20:30 UTC−4 | 20:30 UTC−4    |       | (0 – 0) Rapport | 60′ David Martinon 88′ Gary Pigrée | Oranjestadâ Domare: Enrico Wijngaarde (Surinam) | Oranjestadâ Domare: Enrico Wijngaarde (Surinam) |
| 20:30 UTC−4 | 20:30 UTC−4    |       |                 |                                    | Oranjestadâ Domare: Enrico Wijngaarde (Surinam) | Oranjestadâ Domare: Enrico Wijngaarde (Surinam) |
| 20:30 UTC−4 | 20:30 UTC−4    |       |                 |                                    | Oranjestadâ Domare: Enrico Wijngaarde (Surinam) | Oranjestadâ Domare: Enrico Wijngaarde (Surinam) |

## Första omgången
Vinnaren och tvåan i varje grupp samt bästa trean avancerar till andra omgången.

### Grupp 3
Samtliga matcher spelades i Martinique.
| Nr | Lag        | S | V | O | F | GM | IM | MS | P |
| -- | ---------- | - | - | - | - | -- | -- | -- | - |
| 1  | Martinique | 3 | 2 | 1 | 0 | 9  | 2  | +7 | 7 |
| 2  | Barbados   | 3 | 1 | 1 | 1 | 7  | 5  | +2 | 4 |
| 3  | Bonaire    | 3 | 1 | 0 | 2 | 4  | 12 | −8 | 3 |
| 4  | Surinam    | 3 | 0 | 2 | 1 | 3  | 4  | −1 | 2 |

|             | 3 september 2014 | Barbados            | 1 – 1           | Surinam           | Stade Pierre-Aliker                               |                                                   |
| 18:00 UTC−4 | 18:00 UTC−4      | Romelle Burgess 69′ | (0 – 0) Rapport | 80′ Jerny Faerber | Fort-de-France Domare: avier Santos (Puerto Rico) | Fort-de-France Domare: avier Santos (Puerto Rico) |
| 18:00 UTC−4 | 18:00 UTC−4      |                     |                 |                   | Fort-de-France Domare: avier Santos (Puerto Rico) | Fort-de-France Domare: avier Santos (Puerto Rico) |
| 18:00 UTC−4 | 18:00 UTC−4      |                     |                 |                   | Fort-de-France Domare: avier Santos (Puerto Rico) | Fort-de-France Domare: avier Santos (Puerto Rico) |

|             | 3 september 2014 | Martinique                                                                          | 6 – 0           | Bonaire | Stade Pierre-Aliker                             |                                                 |
| 20:00 UTC−4 | 20:00 UTC−4      | Gaël Germany 34′, 50′ (str.), 75′ Mathias Coureur 60′ José-Thierry Goron 80′, 90+2′ | (1 – 0) Rapport |         | Fort-de-France Domare: Walner Laventure (Haiti) | Fort-de-France Domare: Walner Laventure (Haiti) |
| 20:00 UTC−4 | 20:00 UTC−4      |                                                                                     |                 |         | Fort-de-France Domare: Walner Laventure (Haiti) | Fort-de-France Domare: Walner Laventure (Haiti) |
| 20:00 UTC−4 | 20:00 UTC−4      |                                                                                     |                 |         | Fort-de-France Domare: Walner Laventure (Haiti) | Fort-de-France Domare: Walner Laventure (Haiti) |

|             | 5 september 2014 | Surinam                       | 2 – 3           | Bonaire                                                           | Stade Alfred Marie-Jeanne                    |                                              |
| 18:00 UTC−4 | 18:00 UTC−4      | Miquel Cronie 80′ (str.), 82′ | (0 – 1) Rapport | 6′ Lacey Paulett 12′ Yurick Seinpaal 70′ (str.) Suehendley Barzey | Rivière-Pilote Domare: Alain Georges (Haiti) | Rivière-Pilote Domare: Alain Georges (Haiti) |
| 18:00 UTC−4 | 18:00 UTC−4      |                               |                 |                                                                   | Rivière-Pilote Domare: Alain Georges (Haiti) | Rivière-Pilote Domare: Alain Georges (Haiti) |
| 18:00 UTC−4 | 18:00 UTC−4      |                               |                 |                                                                   | Rivière-Pilote Domare: Alain Georges (Haiti) | Rivière-Pilote Domare: Alain Georges (Haiti) |

|             | 5 september 2014 | Martinique                                                        | 3 – 2           | Barbados                           | Stade Alfred Marie-Jeanne                             |                                                       |
| 20:00 UTC−4 | 20:00 UTC−4      | Emmerson Boyce 57′ (sjm.) Gaël Germany 68′ José-Thierry Goron 81′ | (0 – 2) Rapport | 13′ Ricardo Morris 30′ Carl Joseph | Rivière-Pilote Domare: William Anderson (Puerto Rico) | Rivière-Pilote Domare: William Anderson (Puerto Rico) |
| 20:00 UTC−4 | 20:00 UTC−4      |                                                                   |                 |                                    | Rivière-Pilote Domare: William Anderson (Puerto Rico) | Rivière-Pilote Domare: William Anderson (Puerto Rico) |
| 20:00 UTC−4 | 20:00 UTC−4      |                                                                   |                 |                                    | Rivière-Pilote Domare: William Anderson (Puerto Rico) | Rivière-Pilote Domare: William Anderson (Puerto Rico) |

|             | 7 september 2014 | Bonaire                      | 1 – 4           | Barbados                                                            | Stade Pierre-Aliker                                |                                                    |
| 16:00 UTC−4 | 16:00 UTC−4      | Yurick Seinpaal 90+3′ (str.) | (0 – 0) Rapport | 55′ Emmerson Boyce 67′ Romario Harewood 74′ (str.), 76′ Mario Harte | Fort-de-France Domare: Javier Santos (Puerto Rico) | Fort-de-France Domare: Javier Santos (Puerto Rico) |
| 16:00 UTC−4 | 16:00 UTC−4      |                              |                 |                                                                     | Fort-de-France Domare: Javier Santos (Puerto Rico) | Fort-de-France Domare: Javier Santos (Puerto Rico) |
| 16:00 UTC−4 | 16:00 UTC−4      |                              |                 |                                                                     | Fort-de-France Domare: Javier Santos (Puerto Rico) | Fort-de-France Domare: Javier Santos (Puerto Rico) |

|             | 7 september 2014 | Martinique | 0 – 0   | Surinam | Stade Pierre-Aliker                                   |                                                       |
| 18:00 UTC−4 | 18:00 UTC−4      |            | Rapport |         | Fort-de-France Domare: William Anderson (Puerto Rico) | Fort-de-France Domare: William Anderson (Puerto Rico) |
| 18:00 UTC−4 | 18:00 UTC−4      |            |         |         | Fort-de-France Domare: William Anderson (Puerto Rico) | Fort-de-France Domare: William Anderson (Puerto Rico) |
| 18:00 UTC−4 | 18:00 UTC−4      |            |         |         | Fort-de-France Domare: William Anderson (Puerto Rico) | Fort-de-France Domare: William Anderson (Puerto Rico) |

### Grupp 4
Samtliga matcher spelades i Puerto Rico.
| Nr | Lag            | S | V | O | F | GM | IM | MS | P |
| -- | -------------- | - | - | - | - | -- | -- | -- | - |
| 1  | Curaçao        | 3 | 1 | 2 | 0 | 4  | 3  | +1 | 5 |
| 2  | Franska Guyana | 3 | 1 | 2 | 0 | 3  | 2  | +1 | 5 |
| 3  | Puerto Rico    | 3 | 0 | 2 | 1 | 5  | 6  | −1 | 2 |
| 4  | Grenada        | 3 | 0 | 2 | 1 | 4  | 5  | −1 | 2 |

|             | 3 september 2014 | Grenada         | 1 – 1           | Franska Guyana     | Juan Ramón Loubriel Stadium                                   |                                                               |
| 16:30 UTC−4 | 16:30 UTC−4      | Terry James 58′ | (0 – 0) Rapport | 59′ Sylvio Breleur | Bayamón Domare: Moeth Gaymes (Saint Vincent och Grenadinerna) | Bayamón Domare: Moeth Gaymes (Saint Vincent och Grenadinerna) |
| 16:30 UTC−4 | 16:30 UTC−4      |                 |                 |                    | Bayamón Domare: Moeth Gaymes (Saint Vincent och Grenadinerna) | Bayamón Domare: Moeth Gaymes (Saint Vincent och Grenadinerna) |
| 16:30 UTC−4 | 16:30 UTC−4      |                 |                 |                    | Bayamón Domare: Moeth Gaymes (Saint Vincent och Grenadinerna) | Bayamón Domare: Moeth Gaymes (Saint Vincent och Grenadinerna) |

|             | 3 september 2014 | Puerto Rico            | 2 – 2           | Curaçao                                | Juan Ramón Loubriel Stadium         |                                     |
| 19:30 UTC−4 | 19:30 UTC−4      | Joseph Marrero 7′, 51′ | (1 – 0) Rapport | 58′ Prince Rajcomar 82′ Shelton Martis | Bayamón Domare: John Pitti (Panama) | Bayamón Domare: John Pitti (Panama) |
| 19:30 UTC−4 | 19:30 UTC−4      |                        |                 |                                        | Bayamón Domare: John Pitti (Panama) | Bayamón Domare: John Pitti (Panama) |
| 19:30 UTC−4 | 19:30 UTC−4      |                        |                 |                                        | Bayamón Domare: John Pitti (Panama) | Bayamón Domare: John Pitti (Panama) |

|             | 5 september 2014 | Curaçao                                   | 2 – 1           | Grenada           | Juan Ramón Loubriel Stadium           |                                       |
| 16:30 UTC−4 | 16:30 UTC−4      | Prince Rajcomar 57′ Gevaro Nepomuceno 62′ | (0 – 0) Rapport | 4′ Wendell Rennie | Bayamón Domare: Jafeth Perea (Panama) | Bayamón Domare: Jafeth Perea (Panama) |
| 16:30 UTC−4 | 16:30 UTC−4      |                                           |                 |                   | Bayamón Domare: Jafeth Perea (Panama) | Bayamón Domare: Jafeth Perea (Panama) |
| 16:30 UTC−4 | 16:30 UTC−4      |                                           |                 |                   | Bayamón Domare: Jafeth Perea (Panama) | Bayamón Domare: Jafeth Perea (Panama) |

|             | 5 september 2014 | Puerto Rico             | 1 – 2           | Franska Guyana          | Juan Ramón Loubriel Stadium           |                                       |
| 19:30 UTC−4 | 19:30 UTC−4      | Héctor Ramos 39′ (str.) | (1 – 0) Rapport | 60′, 90′ Gabriel Pigrée | Bayamón Domare: Edvin Jurisevic (USA) | Bayamón Domare: Edvin Jurisevic (USA) |
| 19:30 UTC−4 | 19:30 UTC−4      |                         |                 |                         | Bayamón Domare: Edvin Jurisevic (USA) | Bayamón Domare: Edvin Jurisevic (USA) |
| 19:30 UTC−4 | 19:30 UTC−4      |                         |                 |                         | Bayamón Domare: Edvin Jurisevic (USA) | Bayamón Domare: Edvin Jurisevic (USA) |

|             | 7 september 2014 | Franska Guyana | 0 – 0   | Curaçao | Juan Ramón Loubriel Stadium         |                                     |
| 14:30 UTC−4 | 14:30 UTC−4      |                | Rapport |         | Bayamón Domare: John Pitti (Panama) | Bayamón Domare: John Pitti (Panama) |
| 14:30 UTC−4 | 14:30 UTC−4      |                |         |         | Bayamón Domare: John Pitti (Panama) | Bayamón Domare: John Pitti (Panama) |
| 14:30 UTC−4 | 14:30 UTC−4      |                |         |         | Bayamón Domare: John Pitti (Panama) | Bayamón Domare: John Pitti (Panama) |

|             | 7 september 2014 | Puerto Rico                        | 2 – 2           | Grenada                          | Juan Ramón Loubriel Stadium                                   |                                                               |
| 17:30 UTC−4 | 17:30 UTC−4      | Héctor Ramos 29′ Alex Oikkonen 68′ | (1 – 0) Rapport | 56′ Terry James 85′ Kithson Bain | Bayamón Domare: Moeth Gaymes (Saint Vincent och Grenadinerna) | Bayamón Domare: Moeth Gaymes (Saint Vincent och Grenadinerna) |
| 17:30 UTC−4 | 17:30 UTC−4      |                                    |                 |                                  | Bayamón Domare: Moeth Gaymes (Saint Vincent och Grenadinerna) | Bayamón Domare: Moeth Gaymes (Saint Vincent och Grenadinerna) |
| 17:30 UTC−4 | 17:30 UTC−4      |                                    |                 |                                  | Bayamón Domare: Moeth Gaymes (Saint Vincent och Grenadinerna) | Bayamón Domare: Moeth Gaymes (Saint Vincent och Grenadinerna) |

### Grupp 5
Samtliga matcher spelades i Antigua och Barbuda.
| Nr | Lag                            | S | V | O | F | GM | IM | MS  | P |
| -- | ------------------------------ | - | - | - | - | -- | -- | --- | - |
| 1  | Antigua och Barbuda            | 3 | 3 | 0 | 0 | 10 | 2  | +8  | 9 |
| 2  | Saint Vincent och Grenadinerna | 3 | 2 | 0 | 1 | 6  | 2  | +4  | 6 |
| 3  | Dominikanska republiken        | 3 | 1 | 0 | 2 | 11 | 3  | +8  | 3 |
| 4  | Anguilla                       | 3 | 0 | 0 | 3 | 0  | 20 | −20 | 0 |

|             | 3 september 2014 | Dominikanska republiken | 0 – 1           | Saint Vincent och Grenadinerna | Antigua Recreation Ground                     |                                               |
| 17:00 UTC−4 | 17:00 UTC−4      |                         | (0 – 1) Rapport | 45+1′ Oalex Anderson           | Saint John's Domare: Trevor Taylor (Barbados) | Saint John's Domare: Trevor Taylor (Barbados) |
| 17:00 UTC−4 | 17:00 UTC−4      |                         |                 |                                | Saint John's Domare: Trevor Taylor (Barbados) | Saint John's Domare: Trevor Taylor (Barbados) |
| 17:00 UTC−4 | 17:00 UTC−4      |                         |                 |                                | Saint John's Domare: Trevor Taylor (Barbados) | Saint John's Domare: Trevor Taylor (Barbados) |

|             | 3 september 2014 | Antigua och Barbuda                                                                                                  | 6 – 0   | Anguilla | Antigua Recreation Ground                     |                                               |
| 19:00 UTC−4 | 19:00 UTC−4      | Calaum Jahraldo-Martin 8′ Keiran Murtagh 35′, 71′ Tevaughn Harriette 44′ Peter Byers 55′ Quinton Griffith 69′ (str.) | Rapport |          | Saint John's Domare: Kevin Morrison (Jamaica) | Saint John's Domare: Kevin Morrison (Jamaica) |
| 19:00 UTC−4 | 19:00 UTC−4      | |         |          | Saint John's Domare: Kevin Morrison (Jamaica) | Saint John's Domare: Kevin Morrison (Jamaica) |
| 19:00 UTC−4 | 19:00 UTC−4      | |         |          | Saint John's Domare: Kevin Morrison (Jamaica) | Saint John's Domare: Kevin Morrison (Jamaica) |

|             | 5 september 2014 | Saint Vincent och Grenadinerna                                     | 4 – 0           | Anguilla | Antigua Recreation Ground                                 |                                                           |
| 17:00 UTC−4 | 17:00 UTC−4      | Myron Samuel 36′ (str.) Oalex Anderson 39′, 77′ Azinho Solomon 71′ | (2 – 0) Rapport |          | Saint John's Domare: Kimbell Ward (Saint Kitts och Nevis) | Saint John's Domare: Kimbell Ward (Saint Kitts och Nevis) |
| 17:00 UTC−4 | 17:00 UTC−4      |                                                                    |                 |          | Saint John's Domare: Kimbell Ward (Saint Kitts och Nevis) | Saint John's Domare: Kimbell Ward (Saint Kitts och Nevis) |
| 17:00 UTC−4 | 17:00 UTC−4      |                                                                    |                 |          | Saint John's Domare: Kimbell Ward (Saint Kitts och Nevis) | Saint John's Domare: Kimbell Ward (Saint Kitts och Nevis) |

|             | 5 september 2014 | Antigua och Barbuda                  | 2 – 1           | Dominikanska republiken | Antigua Recreation Ground                     |                                               |
| 19:00 UTC−4 | 19:00 UTC−4      | Peter Byers 55′ Nathaniel Jarvis 70′ | (0 – 1) Rapport | 21′ (sjm.) Karanja Mack | Saint John's Domare: Sherwin Johnson (Guyana) | Saint John's Domare: Sherwin Johnson (Guyana) |
| 19:00 UTC−4 | 19:00 UTC−4      |                                      |                 |                         | Saint John's Domare: Sherwin Johnson (Guyana) | Saint John's Domare: Sherwin Johnson (Guyana) |
| 19:00 UTC−4 | 19:00 UTC−4      |                                      |                 |                         | Saint John's Domare: Sherwin Johnson (Guyana) | Saint John's Domare: Sherwin Johnson (Guyana) |

|             | 7 september 2014 | Anguilla | 00 – 10         | Dominikanska republiken | Antigua Recreation Ground                     |                                               |
| 17:00 UTC−4 | 17:00 UTC−4      |          | (0 – 4) Rapport | 20′ (sjm.) Kyle Kentish 32′, 62′ Rony Beard 41′, 53′ Kerbi Rodríguez 44′ (str.), 87′ Jonathan Faña 86′, 88′ Domingo Peralta 90+1′ Samuel Zayas | Saint John's Domare: Trevor Taylor (Barbados) | Saint John's Domare: Trevor Taylor (Barbados) |
| 17:00 UTC−4 | 17:00 UTC−4      |          |                 | | Saint John's Domare: Trevor Taylor (Barbados) | Saint John's Domare: Trevor Taylor (Barbados) |
| 17:00 UTC−4 | 17:00 UTC−4      |          |                 | | Saint John's Domare: Trevor Taylor (Barbados) | Saint John's Domare: Trevor Taylor (Barbados) |

|             | 7 september 2014 | Antigua och Barbuda    | 2 – 1           | Saint Vincent och Grenadinerna          | Antigua Recreation Ground                     |                                               |
| 19:00 UTC−4 | 19:00 UTC−4      | Nazir McBurnette 45+1′ | (1 – 0) Rapport | 81′ Akeem Thomas 90+2′ Nathaniel Jarvis | Saint John's Domare: Kevin Morrison (Jamaica) | Saint John's Domare: Kevin Morrison (Jamaica) |
| 19:00 UTC−4 | 19:00 UTC−4      |                        |                 |                                         | Saint John's Domare: Kevin Morrison (Jamaica) | Saint John's Domare: Kevin Morrison (Jamaica) |
| 19:00 UTC−4 | 19:00 UTC−4      |                        |                 |                                         | Saint John's Domare: Kevin Morrison (Jamaica) | Saint John's Domare: Kevin Morrison (Jamaica) |

### Grupp 6
Samtliga matcher spelades i Saint Kitts och Nevis.
| Nr | Lag                   | S | V | O | F | GM | IM | MS | P |
| -- | --------------------- | - | - | - | - | -- | -- | -- | - |
| 1  | Saint Kitts och Nevis | 3 | 2 | 1 | 0 | 7  | 0  | +7 | 7 |
| 2  | Saint Lucia           | 3 | 2 | 1 | 0 | 4  | 1  | +3 | 7 |
| 3  | Guyana                | 3 | 0 | 1 | 2 | 0  | 4  | −4 | 1 |
| 4  | Dominica              | 3 | 0 | 1 | 2 | 1  | 7  | −6 | 1 |

|             | 3 september 2014 | Guyana | 0 – 0   | Dominica | Warner Park Sporting Complex                 |                                              |
| 17:30 UTC−4 | 17:30 UTC−4      |        | Rapport |          | Basseterre Domare: Christopher Reid (Belize) | Basseterre Domare: Christopher Reid (Belize) |
| 17:30 UTC−4 | 17:30 UTC−4      |        |         |          | Basseterre Domare: Christopher Reid (Belize) | Basseterre Domare: Christopher Reid (Belize) |
| 17:30 UTC−4 | 17:30 UTC−4      |        |         |          | Basseterre Domare: Christopher Reid (Belize) | Basseterre Domare: Christopher Reid (Belize) |

|             | 3 september 2014 | Saint Kitts och Nevis | 0 – 0   | Saint Lucia | Warner Park Sporting Complex                   |                                                |
| 20:30 UTC−4 | 20:30 UTC−4      |                       | Rapport |             | Basseterre Domare: Ricardo Cerdas (Costa Rica) | Basseterre Domare: Ricardo Cerdas (Costa Rica) |
| 20:30 UTC−4 | 20:30 UTC−4      |                       |         |             | Basseterre Domare: Ricardo Cerdas (Costa Rica) | Basseterre Domare: Ricardo Cerdas (Costa Rica) |
| 20:30 UTC−4 | 20:30 UTC−4      |                       |         |             | Basseterre Domare: Ricardo Cerdas (Costa Rica) | Basseterre Domare: Ricardo Cerdas (Costa Rica) |

|             | 5 september 2014 | Saint Lucia                           | 2 – 0           | Guyana | Warner Park Sporting Complex                   |                                                |
| 17:30 UTC−4 | 17:30 UTC−4      | Sheldon Emmanuel 14′ Tremain Paul 84′ | (1 – 0) Rapport |        | Basseterre Domare: Henry Bejarano (Costa Rica) | Basseterre Domare: Henry Bejarano (Costa Rica) |
| 17:30 UTC−4 | 17:30 UTC−4      |                                       |                 |        | Basseterre Domare: Henry Bejarano (Costa Rica) | Basseterre Domare: Henry Bejarano (Costa Rica) |
| 17:30 UTC−4 | 17:30 UTC−4      |                                       |                 |        | Basseterre Domare: Henry Bejarano (Costa Rica) | Basseterre Domare: Henry Bejarano (Costa Rica) |

|             | 5 september 2014 | Saint Kitts och Nevis                                                                                       | 5 – 0           | Dominica | Warner Park Sporting Complex                    |                                                 |
| 20:30 UTC−4 | 20:30 UTC−4      | Kervin Lawrence 3′ (sjm.) Romaine Sawyers 18′ (str.) Atiba Harris 29′ Zephaniah Thomas 77′ Joash Leader 85′ | (3 – 0) Rapport |          | Basseterre Domare: Ricardo Montero (Costa Rica) | Basseterre Domare: Ricardo Montero (Costa Rica) |
| 20:30 UTC−4 | 20:30 UTC−4      | |                 |          | Basseterre Domare: Ricardo Montero (Costa Rica) | Basseterre Domare: Ricardo Montero (Costa Rica) |
| 20:30 UTC−4 | 20:30 UTC−4      | |                 |          | Basseterre Domare: Ricardo Montero (Costa Rica) | Basseterre Domare: Ricardo Montero (Costa Rica) |

|             | 7 september 2014 | Dominica        | 1 – 2           | Saint Lucia           | Warner Park Sporting Complex                    |                                                 |
| 17:30 UTC−4 | 17:30 UTC−4      | Julian Wade 68′ | (0 – 1) Rapport | 13′, 76′ Cliff Valcin | Basseterre Domare: Ricardo Montero (Costa Rica) | Basseterre Domare: Ricardo Montero (Costa Rica) |
| 17:30 UTC−4 | 17:30 UTC−4      |                 |                 |                       | Basseterre Domare: Ricardo Montero (Costa Rica) | Basseterre Domare: Ricardo Montero (Costa Rica) |
| 17:30 UTC−4 | 17:30 UTC−4      |                 |                 |                       | Basseterre Domare: Ricardo Montero (Costa Rica) | Basseterre Domare: Ricardo Montero (Costa Rica) |

|             | 7 september 2014 | Saint Kitts och Nevis                 | 2 – 0           | Guyana | Warner Park Sporting Complex                   |                                                |
| 20:30 UTC−4 | 20:30 UTC−4      | Zephaniah Thomas 53′ Atiba Harris 60′ | (0 – 0) Rapport |        | Basseterre Domare: Henry Bejarano (Costa Rica) | Basseterre Domare: Henry Bejarano (Costa Rica) |
| 20:30 UTC−4 | 20:30 UTC−4      |                                       |                 |        | Basseterre Domare: Henry Bejarano (Costa Rica) | Basseterre Domare: Henry Bejarano (Costa Rica) |
| 20:30 UTC−4 | 20:30 UTC−4      |                                       |                 |        | Basseterre Domare: Henry Bejarano (Costa Rica) | Basseterre Domare: Henry Bejarano (Costa Rica) |

### Ranking av grupptreor
| Nr | Lag (grupp)                 | S | V | O | F | GM | IM | MS | P |
| -- | --------------------------- | - | - | - | - | -- | -- | -- | - |
| 1  | Dominikanska republiken (5) | 3 | 1 | 0 | 2 | 11 | 3  | +8 | 3 |
| 2  | Bonaire (3)                 | 3 | 1 | 0 | 2 | 4  | 12 | −8 | 3 |
| 3  | Puerto Rico (4)             | 3 | 0 | 2 | 1 | 5  | 6  | −1 | 2 |
| 4  | Guyana (6)                  | 3 | 0 | 1 | 2 | 0  | 4  | −4 | 1 |

## Andra omgången

### Grupp 7
Samtliga matcher spelades i Trinidad och Tobago.
| Nr | Lag                     | S | V | O | F | GM | IM | MS | P |
| -- | ----------------------- | - | - | - | - | -- | -- | -- | - |
| 1  | Trinidad och Tobago     | 3 | 3 | 0 | 0 | 9  | 1  | +8 | 9 |
| 2  | Antigua och Barbuda     | 3 | 1 | 1 | 1 | 2  | 2  | 0  | 4 |
| 3  | Dominikanska republiken | 3 | 1 | 1 | 1 | 4  | 8  | −4 | 4 |
| 4  | Saint Lucia             | 3 | 0 | 0 | 3 | 3  | 7  | −4 | 0 |

|             | 8 oktober 2014 | Antigua och Barbuda                  | 2 – 1           | Saint Lucia        | Ato Boldon Stadium                     |                                        |
| 18:00 UTC−4 | 18:00 UTC−4    | Keiran Murtagh 67′ Josh Parker 90+4′ | (0 – 1) Rapport | 42′ Kurt Frederick | Couva Domare: Trevor Taylor (Barbados) | Couva Domare: Trevor Taylor (Barbados) |
| 18:00 UTC−4 | 18:00 UTC−4    |                                      |                 |                    | Couva Domare: Trevor Taylor (Barbados) | Couva Domare: Trevor Taylor (Barbados) |
| 18:00 UTC−4 | 18:00 UTC−4    |                                      |                 |                    | Couva Domare: Trevor Taylor (Barbados) | Couva Domare: Trevor Taylor (Barbados) |

|             | 8 oktober 2014 | Trinidad och Tobago                                               | 6 – 1           | Dominikanska republiken | Ato Boldon Stadium                     |                                        |
| 20:15 UTC−4 | 20:15 UTC−4    | Kevin Molino 2′, 4′, 24′ Kenwyne Jones 40′, 54′ Trevin Caesar 75′ | (4 – 0) Rapport | 88′ Jonathan Faña       | Couva Domare: Kevin Morrison (Jamaica) | Couva Domare: Kevin Morrison (Jamaica) |
| 20:15 UTC−4 | 20:15 UTC−4    |                                                                   |                 |                         | Couva Domare: Kevin Morrison (Jamaica) | Couva Domare: Kevin Morrison (Jamaica) |
| 20:15 UTC−4 | 20:15 UTC−4    |                                                                   |                 |                         | Couva Domare: Kevin Morrison (Jamaica) | Couva Domare: Kevin Morrison (Jamaica) |

|             | 10 oktober 2014 | Dominikanska republiken | 0 – 0   | Antigua och Barbuda | Ato Boldon Stadium                   |                                      |
| 18:00 UTC−4 | 18:00 UTC−4     |                         | Rapport |                     | Couva Domare: Dwight Royal (Jamaica) | Couva Domare: Dwight Royal (Jamaica) |
| 18:00 UTC−4 | 18:00 UTC−4     |                         |         |                     | Couva Domare: Dwight Royal (Jamaica) | Couva Domare: Dwight Royal (Jamaica) |
| 18:00 UTC−4 | 18:00 UTC−4     |                         |         |                     | Couva Domare: Dwight Royal (Jamaica) | Couva Domare: Dwight Royal (Jamaica) |

|             | 10 oktober 2014 | Trinidad och Tobago                  | 2 – 0           | Saint Lucia | Ato Boldon Stadium                     |                                        |
| 20:15 UTC−4 | 20:15 UTC−4     | Ataullah Guerra 6′ Kenwyne Jones 67′ | (1 – 0) Rapport |             | Couva Domare: Adrian Skeete (Barbados) | Couva Domare: Adrian Skeete (Barbados) |
| 20:15 UTC−4 | 20:15 UTC−4     |                                      |                 |             | Couva Domare: Adrian Skeete (Barbados) | Couva Domare: Adrian Skeete (Barbados) |
| 20:15 UTC−4 | 20:15 UTC−4     |                                      |                 |             | Couva Domare: Adrian Skeete (Barbados) | Couva Domare: Adrian Skeete (Barbados) |

|             | 12 oktober 2014 | Saint Lucia              | 2 – 3           | Dominikanska republiken                                        | Ato Boldon Stadium                     |                                        |
| 16:00 UTC−4 | 16:00 UTC−4     | Zaccheus Polius 77′, 87′ | (0 – 1) Rapport | 37′ (str.) Jonathan Faña 71′ Kerbi Rodríguez 85′ Inoel Navarro | Couva Domare: Kevin Morrison (Jamaica) | Couva Domare: Kevin Morrison (Jamaica) |
| 16:00 UTC−4 | 16:00 UTC−4     |                          |                 |                                                                | Couva Domare: Kevin Morrison (Jamaica) | Couva Domare: Kevin Morrison (Jamaica) |
| 16:00 UTC−4 | 16:00 UTC−4     |                          |                 |                                                                | Couva Domare: Kevin Morrison (Jamaica) | Couva Domare: Kevin Morrison (Jamaica) |

|             | 12 oktober 2014 | Trinidad och Tobago | 1 – 0           | Antigua och Barbuda | Ato Boldon Stadium                     |                                        |
| 18:15 UTC−4 | 18:15 UTC−4     | Kevin Molino 45′    | (1 – 0) Rapport |                     | Couva Domare: Trevor Taylor (Barbados) | Couva Domare: Trevor Taylor (Barbados) |
| 18:15 UTC−4 | 18:15 UTC−4     |                     |                 |                     | Couva Domare: Trevor Taylor (Barbados) | Couva Domare: Trevor Taylor (Barbados) |
| 18:15 UTC−4 | 18:15 UTC−4     |                     |                 |                     | Couva Domare: Trevor Taylor (Barbados) | Couva Domare: Trevor Taylor (Barbados) |

### Grupp 8
Samtliga matcher spelades i Haiti.
| Nr | Lag                   | S | V | O | F | GM | IM | MS | P |
| -- | --------------------- | - | - | - | - | -- | -- | -- | - |
| 1  | Haiti                 | 3 | 1 | 2 | 0 | 6  | 4  | +2 | 5 |
| 2  | Franska Guyana        | 3 | 1 | 1 | 1 | 5  | 4  | +1 | 4 |
| 3  | Saint Kitts och Nevis | 3 | 1 | 1 | 1 | 4  | 4  | 0  | 4 |
| 4  | Barbados              | 3 | 1 | 0 | 2 | 5  | 8  | −3 | 3 |

|             | 8 oktober 2014 | Saint Kitts och Nevis                     | 2 – 3           | Barbados                                   | Stade Sylvio Cator                                       |                                                          |
| 17:00 UTC−4 | 17:00 UTC−4    | Devaughn Elliott 12′ Harry Panayiotou 86′ | (1 – 3) Rapport | 16′ Carl Joseph 24′, 29′ Arantees Lawrence | Port-au-Prince Domare: Neal Brizan (Trinidad och Tobago) | Port-au-Prince Domare: Neal Brizan (Trinidad och Tobago) |
| 17:00 UTC−4 | 17:00 UTC−4    |                                           |                 |                                            | Port-au-Prince Domare: Neal Brizan (Trinidad och Tobago) | Port-au-Prince Domare: Neal Brizan (Trinidad och Tobago) |
| 17:00 UTC−4 | 17:00 UTC−4    |                                           |                 |                                            | Port-au-Prince Domare: Neal Brizan (Trinidad och Tobago) | Port-au-Prince Domare: Neal Brizan (Trinidad och Tobago) |

|             | 8 oktober 2014 | Haiti                                  | 2 – 2           | Franska Guyana                           | Stade Sylvio Cator                                             |                                                                |
| 19:30 UTC−4 | 19:30 UTC−4    | Jeff Louis 29′ Jean Sony Alcénat 45+1′ | (2 – 1) Rapport | 30′ Mickaël Solvi 54′ Jean-David Legrand | Port-au-Prince Domare: Sandy Vásquez (Dominikanska republiken) | Port-au-Prince Domare: Sandy Vásquez (Dominikanska republiken) |
| 19:30 UTC−4 | 19:30 UTC−4    |                                        |                 |                                          | Port-au-Prince Domare: Sandy Vásquez (Dominikanska republiken) | Port-au-Prince Domare: Sandy Vásquez (Dominikanska republiken) |
| 19:30 UTC−4 | 19:30 UTC−4    |                                        |                 |                                          | Port-au-Prince Domare: Sandy Vásquez (Dominikanska republiken) | Port-au-Prince Domare: Sandy Vásquez (Dominikanska republiken) |

|             | 10 oktober 2014 | Franska Guyana     | 1 – 2           | Saint Kitts och Nevis                 | Stade Sylvio Cator                                                   |                                                                      |
| 17:00 UTC−4 | 17:00 UTC−4     | Gabriel Pigrée 70′ | (0 – 1) Rapport | 22′ Orlando Mitchum 78′ Tishan Hanley | Port-au-Prince Domare: Juan Carlos Hidalgo (Dominikanska republiken) | Port-au-Prince Domare: Juan Carlos Hidalgo (Dominikanska republiken) |
| 17:00 UTC−4 | 17:00 UTC−4     |                    |                 |                                       | Port-au-Prince Domare: Juan Carlos Hidalgo (Dominikanska republiken) | Port-au-Prince Domare: Juan Carlos Hidalgo (Dominikanska republiken) |
| 17:00 UTC−4 | 17:00 UTC−4     |                    |                 |                                       | Port-au-Prince Domare: Juan Carlos Hidalgo (Dominikanska republiken) | Port-au-Prince Domare: Juan Carlos Hidalgo (Dominikanska republiken) |

|             | 10 oktober 2014 | Haiti                                                                   | 4 – 2           | Barbados                                 | Stade Sylvio Cator                                    |                                                       |
| 19:30 UTC−4 | 19:30 UTC−4     | Kervens Belfort 3′, 43′ Wilde-Donald Guerrier 27′ Jean Sony Alcénat 67′ | (3 – 2) Rapport | 36′ Mario Harte 45′ (sjm.) Frantz Bertin | Port-au-Prince Domare: William Anderson (Puerto Rico) | Port-au-Prince Domare: William Anderson (Puerto Rico) |
| 19:30 UTC−4 | 19:30 UTC−4     |                                                                         |                 |                                          | Port-au-Prince Domare: William Anderson (Puerto Rico) | Port-au-Prince Domare: William Anderson (Puerto Rico) |
| 19:30 UTC−4 | 19:30 UTC−4     |                                                                         |                 |                                          | Port-au-Prince Domare: William Anderson (Puerto Rico) | Port-au-Prince Domare: William Anderson (Puerto Rico) |

|             | 12 oktober 2014 | Barbados | 0 – 2           | Franska Guyana                       | Stade Sylvio Cator                                       |                                                          |
| 17:00 UTC−4 | 17:00 UTC−4     |          | (0 – 1) Rapport | 45′ Gilles Fabien 55′ Gabriel Pigrée | Port-au-Prince Domare: Neal Brizan (Trinidad och Tobago) | Port-au-Prince Domare: Neal Brizan (Trinidad och Tobago) |
| 17:00 UTC−4 | 17:00 UTC−4     |          |                 |                                      | Port-au-Prince Domare: Neal Brizan (Trinidad och Tobago) | Port-au-Prince Domare: Neal Brizan (Trinidad och Tobago) |
| 17:00 UTC−4 | 17:00 UTC−4     |          |                 |                                      | Port-au-Prince Domare: Neal Brizan (Trinidad och Tobago) | Port-au-Prince Domare: Neal Brizan (Trinidad och Tobago) |

|             | 12 oktober 2014 | Haiti | 0 – 0   | Saint Kitts och Nevis | Stade Sylvio Cator                                    |                                                       |
| 19:30 UTC−4 | 19:30 UTC−4     |       | Rapport |                       | Port-au-Prince Domare: William Anderson (Puerto Rico) | Port-au-Prince Domare: William Anderson (Puerto Rico) |
| 19:30 UTC−4 | 19:30 UTC−4     |       |         |                       | Port-au-Prince Domare: William Anderson (Puerto Rico) | Port-au-Prince Domare: William Anderson (Puerto Rico) |
| 19:30 UTC−4 | 19:30 UTC−4     |       |         |                       | Port-au-Prince Domare: William Anderson (Puerto Rico) | Port-au-Prince Domare: William Anderson (Puerto Rico) |

### Grupp 9
Samtliga matcher spelades i Guadeloupe.
| Nr | Lag                            | S | V | O | F | GM | IM | MS | P |
| -- | ------------------------------ | - | - | - | - | -- | -- | -- | - |
| 1  | Martinique                     | 3 | 2 | 1 | 0 | 7  | 5  | +2 | 7 |
| 2  | Curaçao                        | 3 | 1 | 1 | 1 | 2  | 2  | 0  | 4 |
| 3  | Guadeloupe                     | 3 | 1 | 0 | 2 | 4  | 4  | 0  | 3 |
| 4  | Saint Vincent och Grenadinerna | 3 | 1 | 0 | 2 | 5  | 7  | −2 | 3 |

|             | 8 oktober 2014 | Curaçao               | 1 – 1           | Martinique         | Stade René Serge Nabajoth                            |                                                      |
| 18:00 UTC−4 | 18:00 UTC−4    | Papito Merencia 90+1′ | (0 – 0) Rapport | 51′ Julien Faubert | Les Abymes Domare: Christophel Stewart (Caymanöarna) | Les Abymes Domare: Christophel Stewart (Caymanöarna) |
| 18:00 UTC−4 | 18:00 UTC−4    |                       |                 |                    | Les Abymes Domare: Christophel Stewart (Caymanöarna) | Les Abymes Domare: Christophel Stewart (Caymanöarna) |
| 18:00 UTC−4 | 18:00 UTC−4    |                       |                 |                    | Les Abymes Domare: Christophel Stewart (Caymanöarna) | Les Abymes Domare: Christophel Stewart (Caymanöarna) |

|             | 8 oktober 2014 | Guadeloupe                                            | 3 – 1           | Saint Vincent och Grenadinerna | Stade René Serge Nabajoth                   |                                             |
| 20:30 UTC−4 | 20:30 UTC−4    | Thomas Gamiette 41′ Ludovic Gotin 53′ Loïc Nestor 69′ | (1 – 0) Rapport | 46′ Myron Samuel               | Les Abymes Domare: Leo Clarke (Saint Lucia) | Les Abymes Domare: Leo Clarke (Saint Lucia) |
| 20:30 UTC−4 | 20:30 UTC−4    |                                                       |                 |                                | Les Abymes Domare: Leo Clarke (Saint Lucia) | Les Abymes Domare: Leo Clarke (Saint Lucia) |
| 20:30 UTC−4 | 20:30 UTC−4    |                                                       |                 |                                | Les Abymes Domare: Leo Clarke (Saint Lucia) | Les Abymes Domare: Leo Clarke (Saint Lucia) |

|             | 10 oktober 2014 | Saint Vincent och Grenadinerna | 1 – 0           | Curaçao | Stade René Serge Nabajoth                              |                                                        |
| 18:00 UTC−4 | 18:00 UTC−4     | Oalex Anderson 4′              | (1 – 0) Rapport |         | Les Abymes Domare: Bryan Willett (Antigua och Barbuda) | Les Abymes Domare: Bryan Willett (Antigua och Barbuda) |
| 18:00 UTC−4 | 18:00 UTC−4     |                                |                 |         | Les Abymes Domare: Bryan Willett (Antigua och Barbuda) | Les Abymes Domare: Bryan Willett (Antigua och Barbuda) |
| 18:00 UTC−4 | 18:00 UTC−4     |                                |                 |         | Les Abymes Domare: Bryan Willett (Antigua och Barbuda) | Les Abymes Domare: Bryan Willett (Antigua och Barbuda) |

|             | 10 oktober 2014 | Guadeloupe         | 1 – 2           | Martinique             | Stade René Serge Nabajoth                    |                                              |
| 20:30 UTC−4 | 20:30 UTC−4     | Rudy Vouteau 90+2′ | (0 – 1) Rapport | 4′, 66′ Julien Faubert | Les Abymes Domare: Wilson Da Costa (Bahamas) | Les Abymes Domare: Wilson Da Costa (Bahamas) |
| 20:30 UTC−4 | 20:30 UTC−4     |                    |                 |                        | Les Abymes Domare: Wilson Da Costa (Bahamas) | Les Abymes Domare: Wilson Da Costa (Bahamas) |
| 20:30 UTC−4 | 20:30 UTC−4     |                    |                 |                        | Les Abymes Domare: Wilson Da Costa (Bahamas) | Les Abymes Domare: Wilson Da Costa (Bahamas) |

|             | 12 oktober 2014 | Martinique                                           | 4 – 3           | Saint Vincent och Grenadinerna                | Stade René Serge Nabajoth                    |                                              |
| 18:00 UTC−4 | 18:00 UTC−4     | Sébastien Crétinoir 53′, 69′ Julien Faubert 81′, 85′ | (0 – 1) Rapport | 27′, 60′ Cornelius Stewart 66′ Oalex Anderson | Les Abymes Domare: Wilson Da Costa (Bahamas) | Les Abymes Domare: Wilson Da Costa (Bahamas) |
| 18:00 UTC−4 | 18:00 UTC−4     |                                                      |                 |                                               | Les Abymes Domare: Wilson Da Costa (Bahamas) | Les Abymes Domare: Wilson Da Costa (Bahamas) |
| 18:00 UTC−4 | 18:00 UTC−4     |                                                      |                 |                                               | Les Abymes Domare: Wilson Da Costa (Bahamas) | Les Abymes Domare: Wilson Da Costa (Bahamas) |

|             | 12 oktober 2014 | Guadeloupe | 0 – 1           | Curaçao               | Stade René Serge Nabajoth                   |                                             |
| 20:30 UTC−4 | 20:30 UTC−4     |            | (0 – 0) Rapport | 90+2′ Papito Merencia | Les Abymes Domare: Leo Clarke (Saint Lucia) | Les Abymes Domare: Leo Clarke (Saint Lucia) |
| 20:30 UTC−4 | 20:30 UTC−4     |            |                 |                       | Les Abymes Domare: Leo Clarke (Saint Lucia) | Les Abymes Domare: Leo Clarke (Saint Lucia) |
| 20:30 UTC−4 | 20:30 UTC−4     |            |                 |                       | Les Abymes Domare: Leo Clarke (Saint Lucia) | Les Abymes Domare: Leo Clarke (Saint Lucia) |